# Ron Perlman

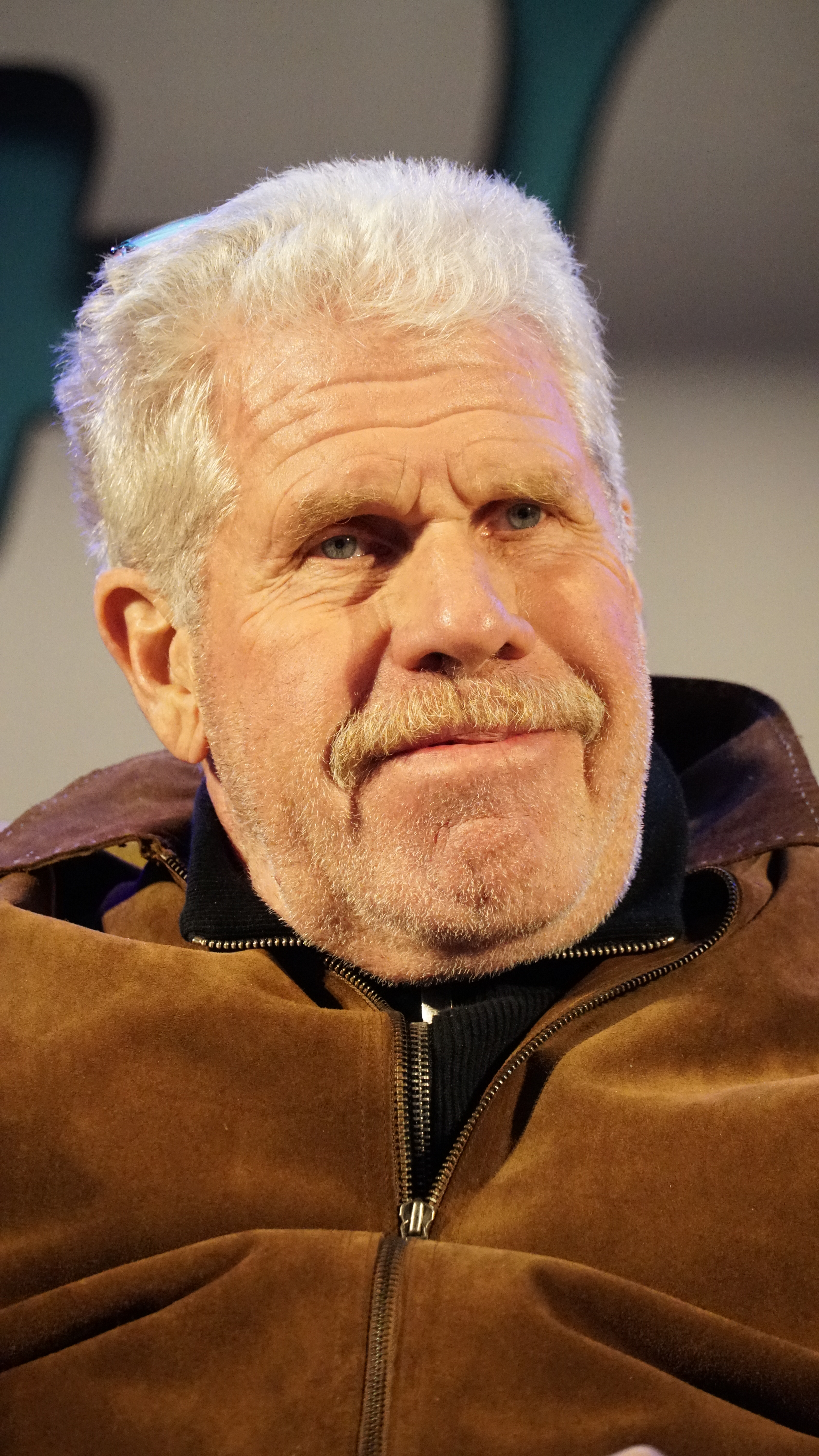
Ron Perlman (2022)

Ronald Francis Perlman (* 13. April 1950 in New York City) ist ein US-amerikanischer Schauspieler.

## Leben
Nach dem Master of Fine Arts an der University of Minnesota begann Ron Perlman am Theater zu arbeiten. Seine erste Rolle im Filmgeschäft übernahm er unter der Regie von Jean-Jacques Annaud in dem preisgekrönten Film Am Anfang war das Feuer von 1981. In Deutschland wurde er 1986 mit der Rolle des Mönchs Salvatore in Der Name der Rose nach dem Roman von Umberto Eco bekannt. Ab 1987 spielte er drei Jahre das Biest in der von CBS produzierten Fernsehserie Die Schöne und das Biest, wofür er den Golden Globe Award gewann und zweimal für den Emmy nominiert wurde.
In den 1990er Jahren spielte er in Jean-Pierre Jeunets Filmen Die Stadt der verlorenen Kinder und Alien – Die Wiedergeburt, mit dem er auch international bekannt wurde. Auch in Filmen von Guillermo del Toro ist Perlman öfter zu sehen, etwa in Cronos, Blade II und in den Comicverfilmungen Hellboy und Hellboy 2, in denen er jeweils die Hauptrolle spielte.
Außerdem spricht Perlman Rollen für viele Computerspiele, wie in der Fallout-Reihe, The Chronicles of Riddick: Escape from Butcher Bay, True Crime: Streets of LA, Icewind Dale oder Halo 2 und 3, Payday 2 sowie einige Zeichentrickfilme und -serien.
Von 2008 bis 2013 spielte Perlman die Rolle des Clay Morrow in der US-Serie Sons of Anarchy.
Ron Perlman war seit dem 14. Februar 1981 mit der Modedesignerin Opal Stone verheiratet. Sie haben zwei Kinder. Sein Sohn Brandon tritt als House- und Techno-DJ unter dem Künstlernamen Delroy Edwards auf. Die Familie lebte in Los Angeles und zeitweise in New York. Die am 5. November 2019 vor Gericht in Los Angeles eingereichte Scheidung wurde 2021 abgeschlossen.
Perlman war 2023 Unterstützer der Streiks der Kreativgewerkschaften American Writers Guild und SAG-AFTRA. Nachdem ein anonymisierter Studioleiter in einem Medienbericht angab, er wolle so weit eskalieren, bis die Streikenden ihre Wohnungen und Häuser verlieren, veröffentlichte Perlman ein Drohvideo auf Instagram, in dem er sagte: „Wir wissen, wer das sagte, und wo er [...] wohnt. Sei vorsichtig!“ Wenige Tage später löschte er das Video.
Die deutsche Synchronstimme von Ron Perlman ist Tilo Schmitz.

## Filmografie (Auswahl)
- 1981: Am Anfang war das Feuer (La Guerre du feu)
- 1984: Krieg der Eispiraten (The Ice Pirates)
- 1986: Der Name der Rose
- 1988: Gebot des Schweigens (A Stoning in Fulham County)
- 1992: Schlafwandler (Sleepwalker)
- 1993: Cronos (La Invención de Cronos)
- 1993: Romeo Is Bleeding
- 1993: Die Abenteuer von Huck Finn (The Adventures of Huck Finn)
- 1993: Ermordet am 16. Juli (When the bough breaks)
- 1994: Police Academy 7 – Mission in Moskau (Police Academy: Mission to Moscow)
- 1994: Fluke
- 1995: Die Stadt der verlorenen Kinder (La Cité des enfants perdus)
- 1995: Last Supper – Die Henkersmahlzeit (The Last Supper)
- 1995: Mr. Stitch
- 1996: DNA – Die Insel des Dr. Moreau (The Island of Dr. Moreau)
- 1997: Alien – Die Wiedergeburt (Alien: Resurrection)
- 1997: Prinz Eisenherz (Prince Valiant)
- 1998: I Woke Up Early the Day I Died
- 1999: Im Fadenkreuz des Todes (Supreme sanction)
- 1999: Primal Force
- 1999: Happy, Texas
- 2000: Titan A.E. (Stimme)
- 2000: The King’s Guard
- 2001: Duell – Enemy at the Gates (Enemy at the Gates)
- 2001: Down
- 2002: Shakedown
- 2002: Blade II
- 2002: Boys on the Run
- 2002: Star Trek: Nemesis (Star Trek Nemesis)
- 2003: Rats – Mörderische Brut (Rats)
- 2003: Absolon
- 2003: Looney Tunes: Back in Action
- 2003: Two Soldiers
- 2004: Hellboy
- 2006: Desperation (Stephen King’s Desperation)
- 2006: 5ive Girls
- 2006: The Last Winter
- 2006: Die Farben des Herbstes (Local Color)
- 2007: Schwerter des Königs – Dungeon Siege (In the Name of the King: A Dungeon Siege Tale)
- 2007: Afro Samurai (Miniserie, Stimme)
- 2008: Outlander
- 2008: Mutant Chronicles (The Mutant Chronicles)
- 2008: Hellboy – Die goldene Armee (Hellboy II: The Golden Army)
- 2008: I Sell the Dead
- 2009: The Job
- 2009: The Devil’s Tomb
- 2009: Dark Country
- 2010: Bunraku
- 2010: Killer Expendables (Killer by Nature)
- 2010: Rapunzel – Neu verföhnt (Tangled, Stimme)
- 2011: Der letzte Tempelritter (Season of the Witch)
- 2011: Conan
- 2011: Drive
- 2012: The Scorpion King 3 – Kampf um den Thron (The Scorpion King 3: Battle for Redemption)
- 2012: Bad Ass
- 2012: The Punisher: Dirty Laundry (Kurzfilm)
- 2013: Pacific Rim
- 2014: 13 Sins
- 2014: Cannabis Kid (Kid Cannabis)
- 2014: Manolo und das Buch des Lebens (The Book of Life, Stimme von Xibalba)
- 2014: Skin Trade
- 2015: Stonewall
- 2016: The Bleeder
- 2016: Moonwalkers
- 2016: Phantastische Tierwesen und wo sie zu finden sind (Fantastic Beasts and Where to Find Them)
- 2016: Chuck – Der wahre Rocky (Chuck)
- 2017: Pottersville
- 2018: Die Flucht von Häftling 614 (The Escape of Prisoner 614)
- 2018: Asher
- 2019: Run with the Hunted
- 2019: Hell on the Border
- 2019: The Great War
- 2020: Monster Hunter
- 2020: The Big Ugly
- 2021: Nightmare Alley
- 2021: Don’t Look Up
- 2022: Guillermo del Toros Pinocchio (Stimme von Podesta)
- 2023: Transformers: Aufstieg der Bestien (Transformers: Rise of the Beasts, Stimme von Optimus Primal)
- 2023: Day of the Fight
- 2024: The Instigators
- 2024: Absolution

Fernsehserien
- 1979: Ryan’s Hope (2 Folgen)
- 1985: Ein Colt für alle Fälle (The Fall Guy, Folge 4x21 Doppelgänger gesucht)
- 1986: Miami Vice (Folge 3x04 Alleingang)
- 1987–1990: Die Schöne und das Biest (Beauty and the Beast, alle Folgen)
- 1996: Highlander (Folge 5x09 Ewiger Friede)
- 1998: Outer Limits – Die unbekannte Dimension (The Outer Limits, Folge 4x25 Black Box)
- 1998–2000: Die glorreichen Sieben (The Magnificent Seven, alle Folgen)
- 2001: Charmed – Zauberhafte Hexen (Charmed, Folge 3x12 Verlorene Seelen)
- 2006: Masters of Horror – Pro-Life
- 2008: Star Wars: The Clone Wars (Folgen 1x06–1x07, Stimme)
- 2008–2013: Sons of Anarchy (75 Folgen)
- 2014–2017: Hand of God
- 2015: The Blacklist (2 Folgen)
- 2017–2018: StartUp (20 Folgen)
- 2018: Die Wahrheit über den Fall Harry Quebert (The Truth About The Harry Quebert Affair, Fernsehserie, 7 Folgen, Nebenrolle)
- 2019: The Capture (6 Folgen)
- 2023: Poker Face (Fernsehserie, Folge 1x10)
- 2024: Mr. & Mrs. Smith (1 Folge)